# グリゴラシュ・ディニク
グリゴラシュ・ディニク (ルーマニア語: Grigoraş Dinicu, 1889年4月3日 - 1949年3月28日) は、ルーマニアのヴァイオリニスト、作曲家である。クラシック音楽とポピュラー音楽の両分野で活躍し、ヴァイオリニストのヤッシャ・ハイフェッツからは「今まで聴いた中で最高のヴァイオリニスト」と評された。また、ロマの権利向上に尽力し、ルーマニア・ジプシー（ロマ）総連合の名誉会長を務めた。

## 生涯
1889年4月3日、幾人ものラウタリを輩出したブカレストの音楽一家に生まれる。
1902年から1906年までブカレスト音楽院にて学んだ。音楽院では、音楽理論とソルフェージュを D. G. キリャクに、ヴァイオリンをルドルフ・マルハー、ゲオルゲ. A. ディニク、カール・フレッシュに、室内楽をディミトリ. A. ディニクに、オーケストラをアルフォンソ・カスタルディに師事した。なお、ディニクはその後、チェチリア・ニツレスク - ルプ (Nitzulescu-Lu-pe) やヴァシレ・フィリプにもヴァイオリンを師事している。
1906年から1908年には公教育省（文部省）付属オーケストラのヴァイオリニストを務めた。ほかにも、ブカレスト・フィルハーモニー管弦楽団のソロ・ヴァイオリニストや、ブカレスト・プロムジカのヴァイオリニストとしても活躍した。さらには、1906年から1946年にかけてポピュラー音楽コンサートの監督も務めた。
ディニクはイギリス、フランス、ベルギー、アメリカなどへ演奏旅行を行った。また、ホテルやレストラン、ナイトクラブやカフェでも演奏した。ディニクは「芸術音楽」と「大衆音楽」を区別することはせず、自身のリサイタルでは、古典派やロマン派の作品とならんでラウタリの音楽も演奏した。なお、ディニクの演奏はいくつか録音がのこっている。
また、ディニクは20世紀初頭のルーマニアにおけるロマ（ジプシー）の解放運動の中心人物であった。1933年10月8日に開催されたルーマニア・ジプシー総連合 (the General Union of the Gypsies of Romania) の第1回大会では、同連合の名誉会長に任命された。
1949年3月28日、ブカレストにて死去。

## 作品
ディニクはルーマニア民謡を採集しており、それらの民謡を用いたヴァイオリンとピアノのための作品を何作かのこした。その中でも特に有名なのは、ブカレスト音楽院を卒業する1906年に作曲した『ホラ・スタッカート』である。
1929年にブカレストのカフェを訪れた際、ディニクによる『ホラ・スタッカート』の演奏を聴いたヴァイオリニストのヤッシャ・ハイフェッツは、16,000ルーマニア・レウで曲の権利を買取り、共同製作者というクレジットのもとで編曲版を出版する契約を結んだ。ハイフェッツ編曲版は1932年に完成し、ハイフェッツのレパートリーとして有名になった。ハイフェッツが何度も本作を演奏し、録音もした結果、『ホラ・スタッカート』はヴァイオリンのためのアンコール曲として親しまれるようになった。なお、『ホラ・スタッカート』はヴァイオリン以外の楽器でも演奏されており、フルート編曲版や、サクソフォーン編曲版、チェロ編曲版が存在する。
ディニクは『ホラ・スタッカート』の他にも、以下の作品を作曲している。
- ホラ・スピッカート[12]
- コンサート・ホラ[12]
- ディニク風即興曲[12]
- マルティソルティのホラ[12]
- チトラニのホラ[12]
- パリ博覧会のホラ[12]
- 東洋のジプシー（ロマ）[12]
- タンティのシルバ[12]

『ヒバリ』 (Ciocârlia (Romanian folk tune)) は祖父のアンゲルシュ・ディニクの作曲したパンパイプ用の曲だが、グリゴラシュ・ディニクによるヴァイオリン用の編曲によって有名になった。ジョルジェ・エネスクのルーマニア狂詩曲第1番の後半はこの曲にもとづいている。

## 評価
ヤッシャ・ハイフェッツはディニクについて「今まで聴いた中で最高のヴァイオリニスト」と評した。

### 英語文献
- Achim, Viorel (2004). The Roma in Romanian History. Budapest: Central European University Press. ISBN 9781417537259
- Nicolas Slonimsky; Laura Kuhn, eds (2001). “Grigoras Dinicu.”. Baker's Biographical Dictionary of Musicians (Schirmer):  886.
- Cariaga, Daniel (1988-10-12). “MUSIC REVIEW Recital by Harrell and Smith”. Los Angeles Times:  3.
- “From Theodore Presser come a number of new flute works. Among these are several by Gary Schocker, all for flute and piano: Sonata No. 3, Sonata No. 4 (Summer Sonata)”. Flutist Quarterly (National Flute Association, Inc.) 30 (1):  21. (2004).
- Hanudel (2014-05). “New Saxophone Concertos”. American Record Guide (Record Guide Productions) 77 (3):  217-218.
- Hecht (2021-09). “VLADIGEROV: Bulgarian Rhapsody, Bulgarian Dances, Ratschenitza, Bulgarian Suite, Romanian Dances, Romanian Sketches, Balkan Dances, Waltzes, Danza Primordiale, Foxtrot; Interview with Vladigerov.”. American Record Guide (Record Guide Productions) 84 (5):  125-126.
- Magil, Joseph (2000-03). “Zigeunerweisen”. American Record Guide (Record Guide Productions) 63 (2):  276.
- Margolis, Sasha (2021-03). “A Primer on Roma Fiddling, and some of its Greatest Exponents Tradition of Legands”. Strings 35 (4):  32-35.
- Nardolillo, Jo (2011). The canon of violin literature : a performer's resource. Lanham, Md.: Scarecrow Press. ISBN 9780810877931
- Ordoulidis, Nikos (2021). “The Peregrinations of a Princess... Urban Popular Music of the 20th Century in the Network of Eastern Europe, the Balkans and the South-Eastern Mediterranean.”. ARSC Journal (Association for Recorded Sound Collections) 52 (2):  249-282.
- Piotrowska, Anna G (2022). “From the History of the Lăutari in Romania.”. European Roma: Lives beyond Stereotypes (Liverpool University Press):  197-214.
- Walden, Joshua S (2014). Sounding authentic : the rural miniature and musical modernism. New York: Oxford University Press. ISBN 9780199334667

### 日本語文献
- Andrew Lamb「ディニク, グリゴラシュ」『ニューグローヴ世界音楽大事典 第11巻』、講談社、1996年、162-163頁、ISBN 4-06-191631-9。
- 「ディニク, グリゴラシュ」『新訂 標準音楽辞典 アーテ』、音楽之友社、2008年、1160頁、ISBN 978-4-276-00007-0。
- アラン・ペリエ、ミッシェル・フィリポ「ディニク, グリゴラシュ」『ラルース世界音楽人名事典』、福武書店、1989年、686頁、ISBN 4-8288-1602-X。